# Desa Balung (administrativ by i Indonesien, lat -6,97, long 112,83)
Desa Balung är en administrativ by i Indonesien.   Den ligger i provinsen Jawa Timur, i den västra delen av landet, 700 km öster om huvudstaden Jakarta. Desa Balung ligger på ön Madura.